# بنجامین بلوم
 بنجامین بلوم (انگلیسی: Benjamin Bloom؛ ۲۱ فوریهٔ ۱۹۱۳ – ۱۳ سپتامبر ۱۹۹۹) یک روان‌شناس اهل ایالات متحده آمریکا بود.

## تاکسونومی بلوم
تاکسونومی بلوم (Bloom's taxonomy) که به هرم یادگیری بلوم نیز شناخته می‌شود یکی از شناخته‌شده‌ترین انواع طبقه‌بندی اهداف آموزشی در جهان است. کلمه‌ی تاکسونومی به معنای طبقه و دسته بندی است. از این اصطلاح در علوم مختلف و به‌ویژه علوم پایه استفاده می‌شود. بلوم از این روش برای طبقه‌بندی یادگیری و آموزش استفاده کرد و این تلاش او از این جهت منحصر به‌فرد بود. 
او معتقد بود همه‌ی آموزش‌ها و یادگیری‌های ما هم‌سطح نیستند. گاهی تنها یک اسم را حفظ می‌کنیم. گاهی، مفاهیمی که یادگرفته‌ایم را به دیگران آموزش می‌دهیم و یا ممکن است به جایگاه یک مشاور متخصص برسیم. 
بلوم در نظریه‌ی خود، یادگیری را به ۶ دسته تقسیم بندی کرد که هر یک از این دسته‌بندی ها پیش‌نیاز سطح بعدی است. 
او اولین بخش از نظریه‌ی یادگیری بلوم در سال ۱۹۵۶ در کتابی کوچک منتشر شد. او در سال‌های بعد نظریات خود را گسترش داد و چند جلد کتاب دیگر منتشر کرد. 
سطوح یادگیری از نظر بلوم از قرار زیر است:
۱) به یاد سپردن (حفظ کردن)
۲) فهمیدن
۳) به کار گرفتن
۴) تحلیل کردن
۵) ارزیابی و مقایسه
۶) ابداع کردن (خلق و آفرینش)